# Valentin Coposu
Valentin Coposu, alternativ Valentin Copoș, (n. 1 noiembrie 1886, Deleni, Sălaj - d. 28 iulie 1941, Coșlariu) a fost un protopop român unit (greco-catolic), delegat la Alba Iulia, tatăl lui Corneliu Coposu.
Valentin Coposu a urmat studiile secundare la Gimnaziul franciscanilor minoriți din Șimleu, unde a beneficiat de o scutire de taxe din partea cardinalului Lőrinc Schlauch. Ultimii ani de liceu i-a absolvit la Liceul de Stat din Baia Mare. După bacalaureat a studiat teologia la Universitatea din Budapesta. A fost hirotonit preot în data de 12 decembrie 1909.
După hirotonire a condus timp de peste 30 de ani parohia Bobota.